# Benifloden
Benifloden (spanska: Río Beni) är en flod i norra Bolivia. 
Floden är belägen i Amazonas flodområde och dess källa är Rio Kaka i östra Anderna norr om La Paz. Från dess källa rinner den mot nordost genom Amazonasbäckenet. En av bifloderna är Tuichifloden i nationalparken Madidi. Tuichifloden flyter samman med Benifloden norr om staden Rurrenabaque och söder om staden rinner den genom regnskogen. 30 kilometer innan den flyter samman med Mamoréfloden vid gränsen mellan Bolivia och Brasilien, slutar flodens farbarhet på grund av branterna upp mot byn Cachuela Esperanza. Vid Villa Bella flyter den samman med Mamoréfloden och bildar Madeirafloden. Benifloden är omkring 1 600 kilometer lång.
Flodområdet är omkring 280 000 km² stort och floden är en av de viktigaste i Bolivia tack vare sin farbarhet och iktyologi.